# Râul Mărăjdia
Râul Mărăjdia este un curs de apă, afluent al râului Cibin. 